# JS Watch Reykjavík
JS Watch Reykjavik Co.
JS Watch Reykjavik Co. - islandzka manufaktura produkująca zegarki w Reykjavíku
Firma powstała w 2005 roku i tworzy tylko limitowane wersje zegarków mechanicznych. JS Watch Reykjavik to pierwszy i jedyny producent zegarków w Islandii. 
Założycielami firmy są:
Gilbert O. Gudjonsson - Mistrz Zegarmistrzostwa
Sigurdur Gilbertsson - Zegarmistrz
Julius Heidarsson - pilot
Grimkell Siguthsson - projektant
Kolekcja zegarków zawiera następujące modele:

101

W kolekcji znajdują się dwa modele zegarków:

- 101 32 mm

- 101 38 mm

ISLANDUS

Kolekcja ma trzy modele

- ISLANDUS 44mm

- ISLANDUS Chronograph

- ISLANDUS 1919

FRISLAND

SIF N.A.R.T.

Wszystkie modele mają automatyczny szwajcarski naciąg ETA, a Chronograph mechanizm Valjoux.